# Xystropeltis meridionalis
Xystropeltis meridionalis är en bönsyrseart som beskrevs av Atilio Lombardo 2000. Xystropeltis meridionalis ingår i släktet Xystropeltis och familjen Mantidae. Inga underarter finns listade i Catalogue of Life.